# Zahlen und Fakten zum Bundesvision Song Contest

Logo des Bundesvision Song Contest

Dieser Artikel ist eine Auflistung über die Zahlen und Fakten rund um den Bundesvision Song Contest.

## Sieger geordnet nach erhaltenen Punkten

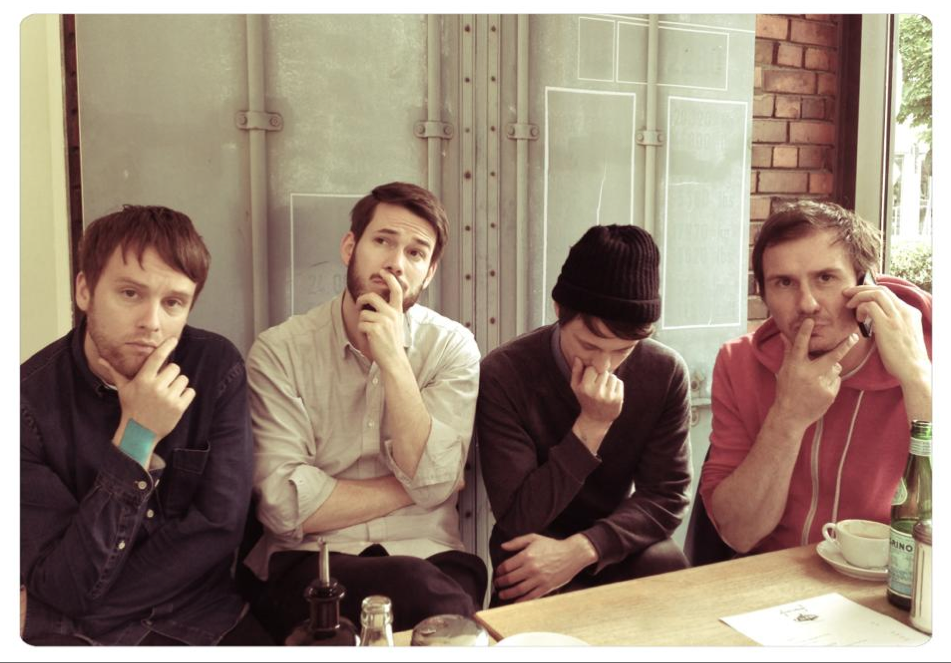
Revolverheld (2014)

1. 180:  Revolverheld – Lass uns gehen (2014)
2. 174:  Peter Fox – Schwarz zu blau (2009)
3. 172:  Xavas – Schau nicht mehr zurück (2012)
4. 170:  Mark Forster – Bauch und Kopf (2015)
5. 164:  Unheilig – Unter deiner Flagge (2010)
6. 159:  Juli – Geile Zeit (2005)
7. 153:  Bosse – So oder so (2013)
8. 151:  Seeed – Ding (2006)
9. 147:  Oomph! feat. Marta Jandová – Träumst du (2007)
10. 147:  Subway to Sally – Auf Kiel (2008)
11. 141:  Tim Bendzko – Wenn Worte meine Sprache wären (2011)

## Mehrfachgewinner des Bundesvision Song Contest

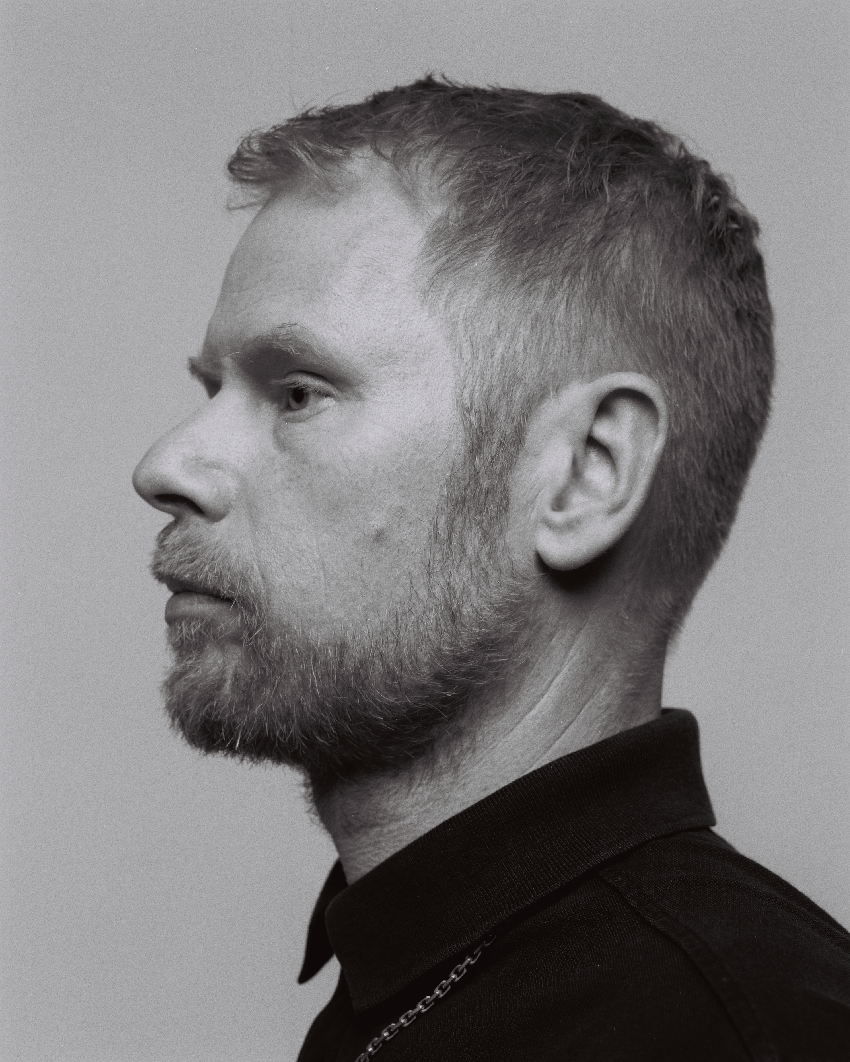
Peter Fox (2020)

### Bundesland
3 Siege
- Berlin (2006: Seeed, 2009: Peter Fox und 2011: Tim Bendzko)

2 Siege
- Niedersachsen (2007: Oomph! feat. Marta Jandová und 2013: Bosse)

### Interpret
2 Siege
- Peter Fox (2006: Seeed und 2009: Peter Fox)

### Autor (Musik/Text)
2 Siege
- David Connen (2006: Ding und 2009: Schwarz zu blau)
- Peter Fox (2006: Ding und 2009: Schwarz zu blau)
- DJ Illvibe (2006: Ding und 2009: Schwarz zu blau)

## Künstler mit den meisten Teilnahmen

### Interpreten
2 Teilnahmen

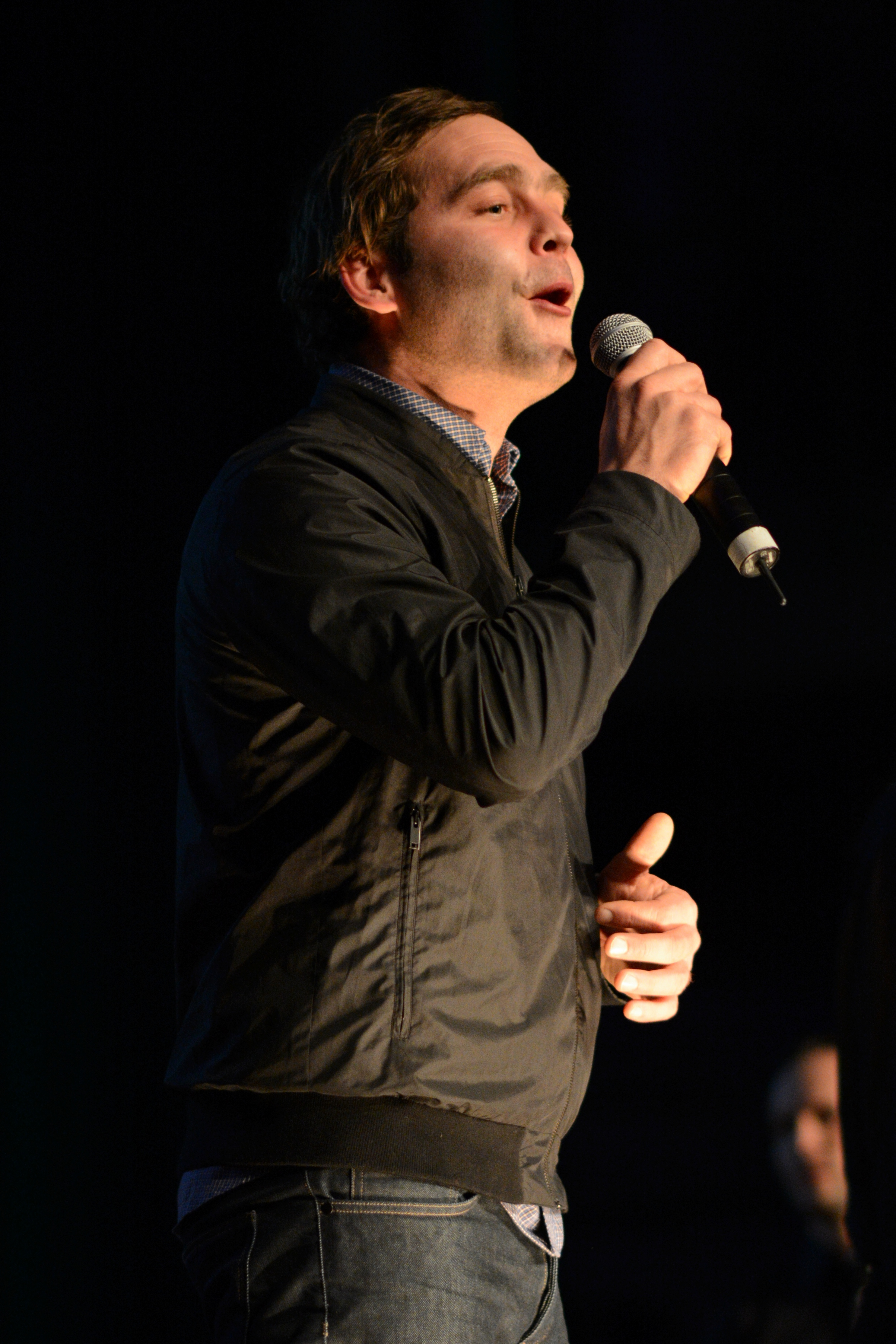
Bosse (2014)

- Bosse (2011 und 2013: Niedersachsen)
- Andreas Bourani (2011 und 2014: Bayern)
- Philipp Breitenstein (2013 (Hannes Kinder & Band) und 2014 (Duerer): Thüringen)
- Peter Brugger (2006 (TipTop) und 2008 (Sportfreunde Stiller): Bayern)
- Buddy Buxbaum (2005 (Deichkind) und 2015)
- Chapeau Claque (2007 und 2009: Thüringen)
- Clueso (2005 und 2008: Thüringen)
- DCVDNS (2013 und 2014 (Inglebirds): Saarland)
- Peter Fox (2006 (Seeed) und 2009: Berlin)
- Glasperlenspiel (2011 und 2015: Baden-Württemberg)
- Marta Jandová (2005: Baden-Württemberg und 2007: Niedersachsen)
- Suzie Kerstgens (2005 (Klee): Saarland und 2007: Bayern)
- Jennifer Rostock (2008 und 2011: Mecklenburg-Vorpommern)
- Juli (2005 und 2011: Hessen)
- Jupiter Jones (2011 und 2014: Rheinland-Pfalz)
- Boris Lauterbach (2005 (Fettes Brot): Schleswig-Holstein und 2012 (Der König tanzt): Hamburg)
- Rüdiger Linhof (2008 (Sportfreunde Stiller) und 2012 (Das Phantom Orchester): Bayern)
- Anna Loos (2010 (Silly): Sachsen-Anhalt und 2011: Niedersachsen)
- Madsen (2008 und 2015: Niedersachsen)
- Mamadee (2005 und 2008 (Sisters Keepers): Nordrhein-Westfalen)
- Marteria (2009 und 2014: Mecklenburg-Vorpommern)
- Flo Mega (2011: Bremen und 2014: Hamburg)
- Jan Plewka (2006 (TempEau): Schleswig-Holstein und 2010 (Selig): Hamburg)
- Pohlmann (2007 und 2013: Nordrhein-Westfalen)
- Revolverheld (2006 und 2014: Bremen)
- Sven van Thom (2007 (Beatplanet) und 2009: Brandenburg)
- Florian Weber (2008 (Sportfreunde Stiller) und 2012 (Das Phantom Orchester): Bayern)

### Autoren (Musik/Text)
5 Teilnahmen
- David Conen (Ding, Berlin, 2006 / Schwarz zu blau, Berlin, 2009 / Zum König geboren, Mecklenburg-Vorpommern, 2009 / Mein Rostock, Mecklenburg-Vorpommern, 2014 / Hüftgold Berlin, Berlin, 2014)
- DJ Illvibe (Ding, Berlin, 2006 / Schwarz zu blau, Berlin, 2009 / Zum König geboren, Mecklenburg-Vorpommern, 2009 / Mein Rostock, Mecklenburg-Vorpommern, 2014 / Hüftgold Berlin, Berlin, 2014)

3 Teilnahmen
- Dirk Berger (Zum König geboren, Mecklenburg-Vorpommern, 2009 / Mein Rostock, Mecklenburg-Vorpommern, 2014 / Hüftgold Berlin, Berlin, 2014)
- Marcus Brosch (Hamburg & Cologne, Hamburg, 2006 / Far Away, Hessen, 2010 / Lieber so, Thüringen, 2015)
- Sebastian Kirchner (Darum leben wir, Baden-Württemberg, 2009 / Yasmine, Berlin, 2010 / Mich kann nur Liebe retten, Niedersachsen, 2012)

2 Teilnahmen

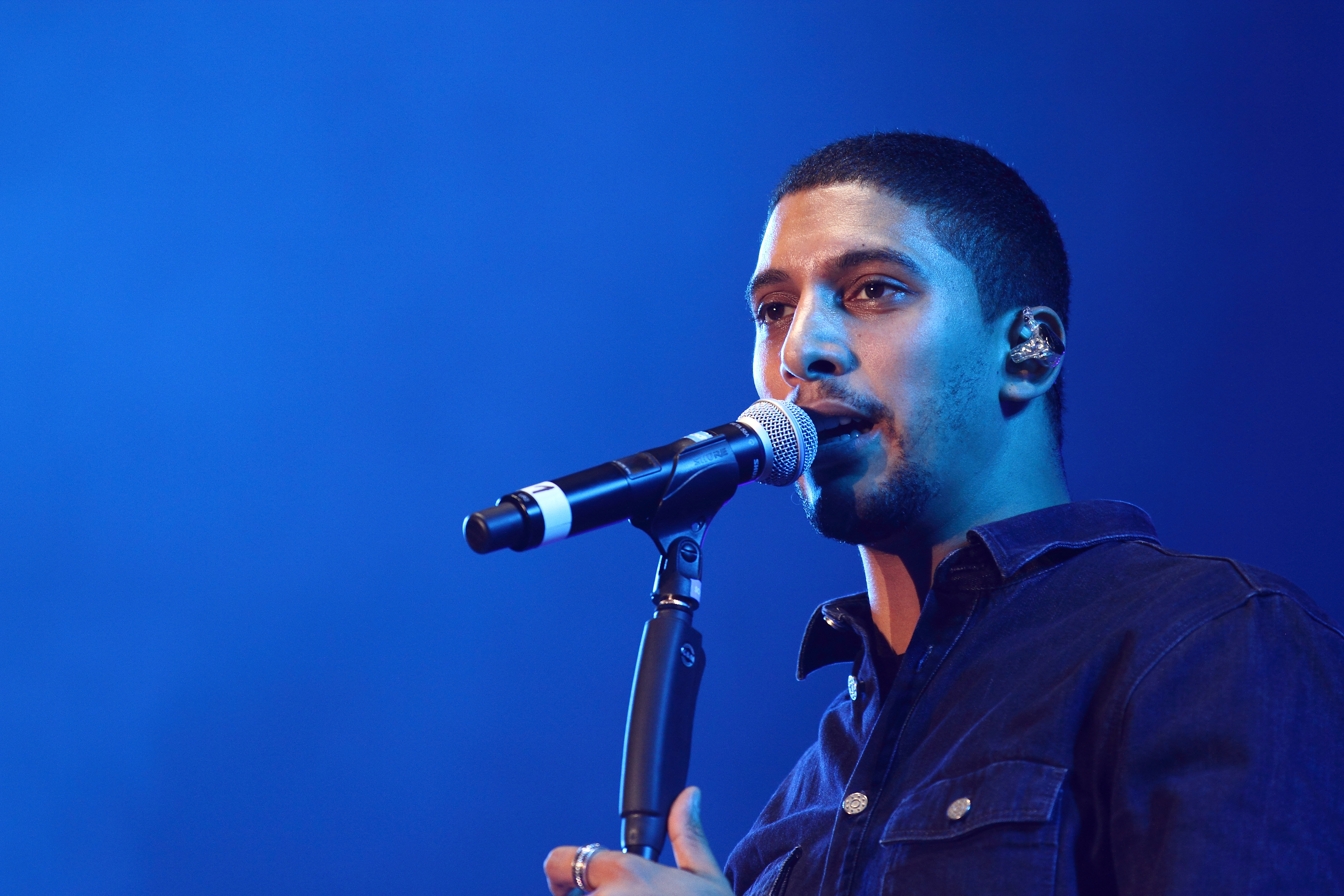
Andreas Bourani (2014)

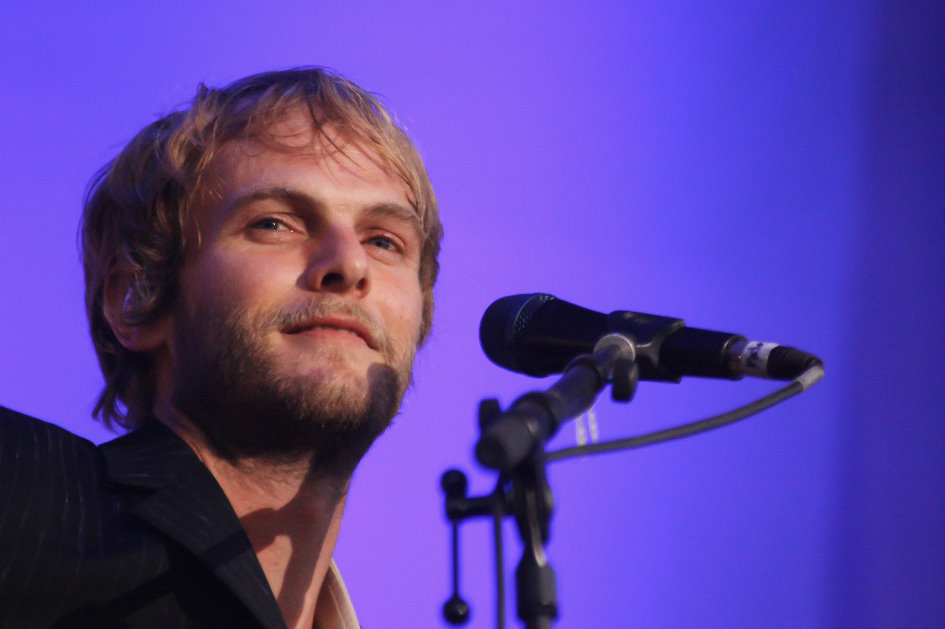
Peter Brugger (2010)

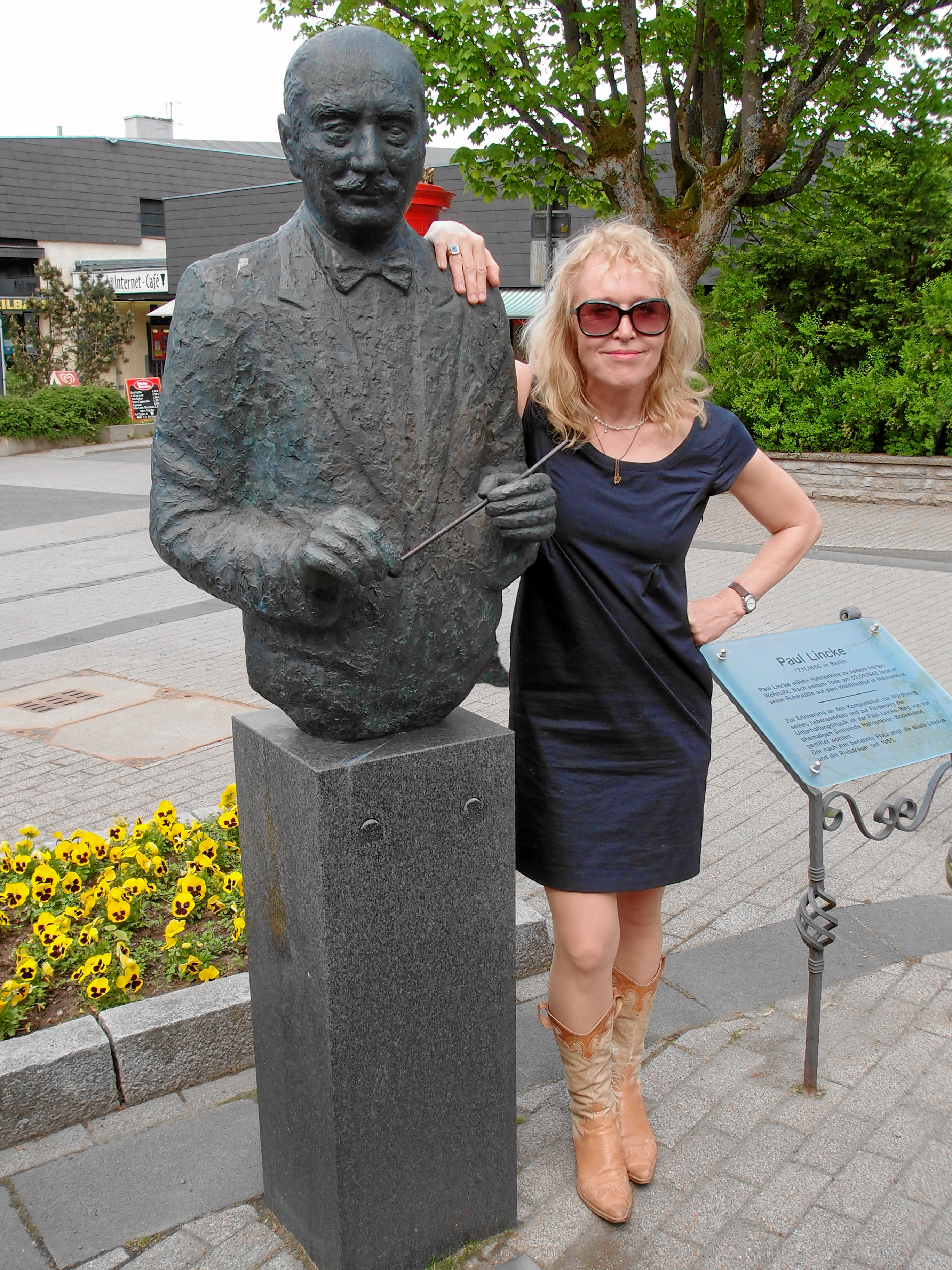
Annette Humpe (2011)

- Matthias Arfmann (Feuer, Hamburg, 2007 / Unite, Nordrhein-Westfalen, 2008)
- Philip Böllhoff (Unfassbar, Sachsen, 2008 / Hellwach, Hessen, 2015)
- Christian Bömkes (Du, Baden-Württemberg, 2008 / Ein Geschenk, Brandenburg, 2015)
- Axel Bosse (Frankfurt/Oder, Niedersachsen, 2011 / So oder so, Niedersachsen, 2013)
- Andreas Bourani (Eisberg, Bayern, 2011 / Auf anderen Wegen, Bayern, 2014)
- Peter Brugger/Beau Frost (TipTop, Bayern, 2006 / Antinazibund, Bayern, 2008)
- Clueso (Kein Bock zu gehen, Thüringen, 2005 / Keinen Zentimeter, Thüringen, 2008)
- DCVDNS (Eigentlich wollte Nate Dogg die Hook singen, Saarland, 2013 / Getti, Saarland, 2014)
- Sascha Eigner (Immerfürimmer, Rheinland-Pfalz, 2011 / Plötzlich hält die Welt an, Rheinland-Pfalz, 2014)
- Stephan Eggert (Schöner Tag, Schleswig-Holstein, 2006 / Von Ewigkeit zu Ewigkeit, Hamburg, 2010)
- Florian Fischer (Darum leben wir, Baden-Württemberg, 2009 / Yasmine, Berlin, 2010)
- Peter Fox/Pierre Baigorry (Ding, Berlin, 2006 / Schwarz zu blau, Berlin, 2009)
- Niels Grötsch (Freunde bleiben, Bremen, 2006 / Lass uns gehen, Bremen, 2014)
- Daniel Grunenberg (Echt, Baden-Württemberg, 2011 / Geiles Leben, Baden-Württemberg, 2015)
- Julius Hartog (Eisberg, Bayern, 2011 / Auf anderen Wegen, Bayern, 2014)
- Kristoffer Hünecke (Freunde bleiben, Bremen, 2006 / Lass uns gehen, Bremen, 2014)
- Annette Humpe (Yasmine, Berlin, 2010 / Mich kann nur Liebe retten, Niedersachsen, 2012)
- Bartosch Jeznach (Electric Super Dance Band, Mecklenburg-Vorpommern, 2005 / Termin im Park, Mecklenburg-Vorpommern, 2015)
- Anja Krabbe (Was immer du willst, Niedersachsen, 2006 / Kein schönerer Land, Nordrhein-Westfalen, 2006)
- Marten Laciny (Zum König geboren, Mecklenburg-Vorpommern, 2009 / Mein Rostock, Mecklenburg-Vorpommern, 2014)
- Boris Lauterbach (Emanuela, Schleswig-Holstein, 2005 / Häuserwand, Hamburg, 2012)
- Rüdiger Linhof (Antinazibund, Bayern, 2008 / Die Stadt gehört wieder mir, Bayern, 2012)
- Katharina Löwel (Hochhaus, Brandenburg, 2014 / Lieber so, Thüringen, 2015)
- Michael Ludes (Augen zu (Und rein), Saarland, 2006 / Nichts ist umsonst, Saarland, 2010)
- Sebastian Madsen (Nachtbaden, Niedersachsen, 2008 / Küss mich!, Niedersachsen, 2015)
- Ralf Christian Mayer (Keinen Zentimeter, Thüringen, 2008 / Bauch und Kopf, Rheinland-Pfalz, 2015)
- Philipp Milner (Keinen Zentimeter, Thüringen, 2008 / Planlos, Thüringen, 2010)
- Carolin Niemczyk (Echt, Baden-Württemberg, 2011 / Geiles Leben, Baden-Württemberg, 2015)
- Daniel Nitt (Gedicht, Hamburg, 2014 / Bauch und Kopf, Rheinland-Pfalz, 2015)
- Jonas Pfetzing (Geile Zeit, Hessen, 2005 / Du lügst so schön, Hessen, 2011)
- Jan Plewka (Schöner Tag, Schleswig-Holstein, 2006 / Von Ewigkeit zu Ewigkeit, Hamburg, 2010)
- Ingo Pohlmann (Mädchen und Rabauken, Nordrhein-Westfalen, 2007 / Atmen, Nordrhein-Westfalen, 2013)
- Sipho Sililo (Unfassbar, Sachsen, 2008 / Hellwach, Hessen, 2015)
- Johannes Strate (Freunde bleiben, Bremen, 2006 / Lass uns gehen, Bremen, 2014)
- Adel Tawil (Darum leben wir, Baden-Württemberg, 2009 / Yasmine, Berlin, 2010)
- Simon Triebel (Geile Zeit, Hessen, 2005 / Du lügst so schön, Hessen, 2011)
- Sven van Thom/Sven Rathke (Dreh dich um & geh, Brandenburg, 2007 / Jacqueline (Ich hab Berlin gekauft), Berlin, 2009)
- Götz von Sydow (Jenny, Rheinland-Pfalz, 2008 / Liebt sie dich wie ich?, Nordrhein-Westfalen, 2012)
- David Vogt (Chica, Berlin, 2008 / Hellwach, Hessen, 2015)
- Johannes Walter-Müller (Kopf oder Zahl, Mecklenburg-Vorpommern, 2008 / Ich kann nicht mehr, Mecklenburg-Vorpommern, 2011)
- Mamadie Wappler (Lass los, Nordrhein-Westfalen, 2005 / Unite, Nordrhein-Westfalen, 2008)
- Jennifer Weist (Kopf oder Zahl, Mecklenburg-Vorpommern, 2008 / Ich kann nicht mehr, Mecklenburg-Vorpommern, 2011)

## Beiträge in den deutschen Singlecharts

### Beiträge in den Top 10
Die folgende Liste beinhaltet alle Lieder, egal ob Siegertitel oder nur Teilnahme, die sich in den Top 10 der deutschen Singlecharts platzieren konnten. Außerdem gibt sie Informationen über die verliehen Gold- und Platinauszeichnungen.
Position 2

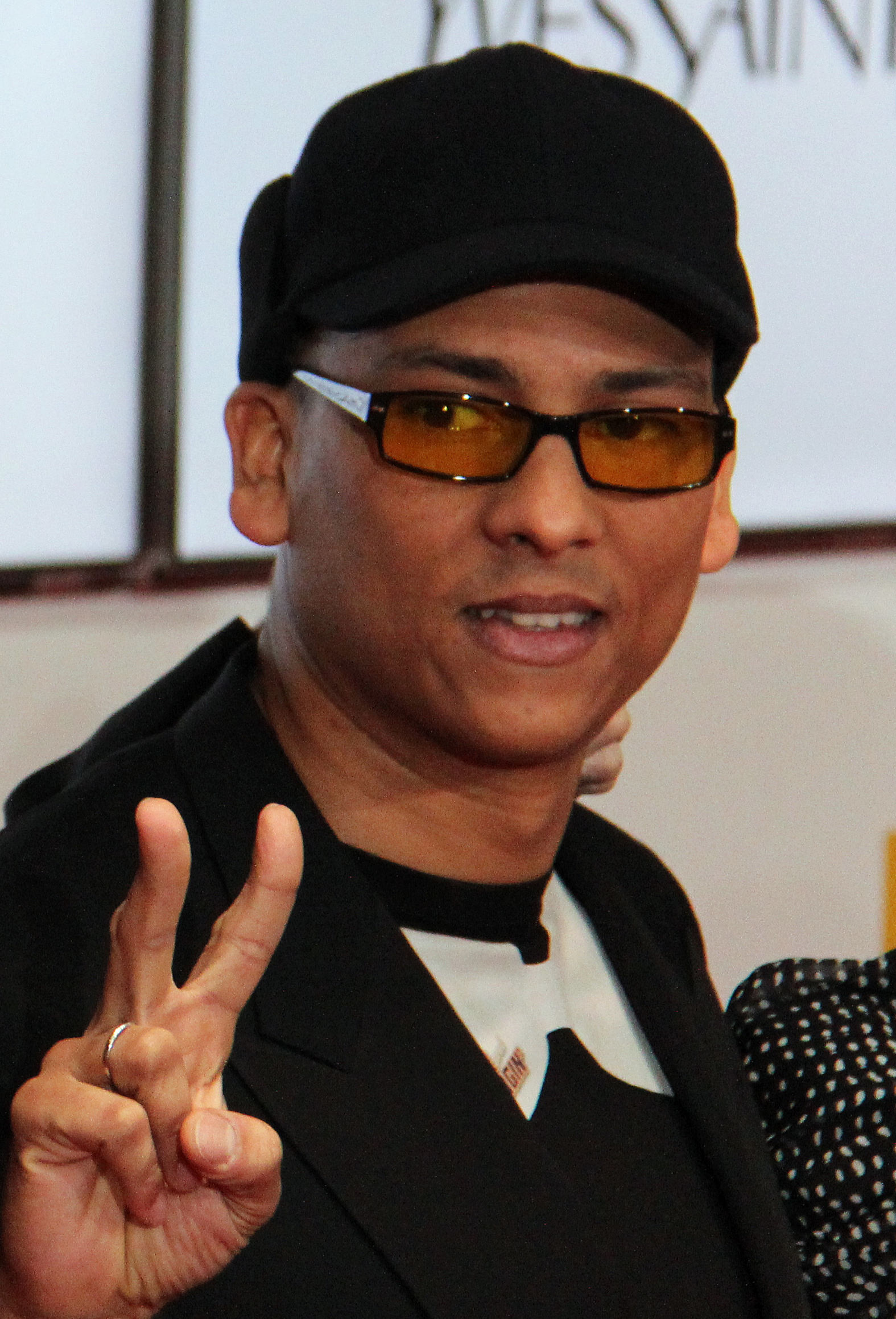
Xavier Naidoo (2012)

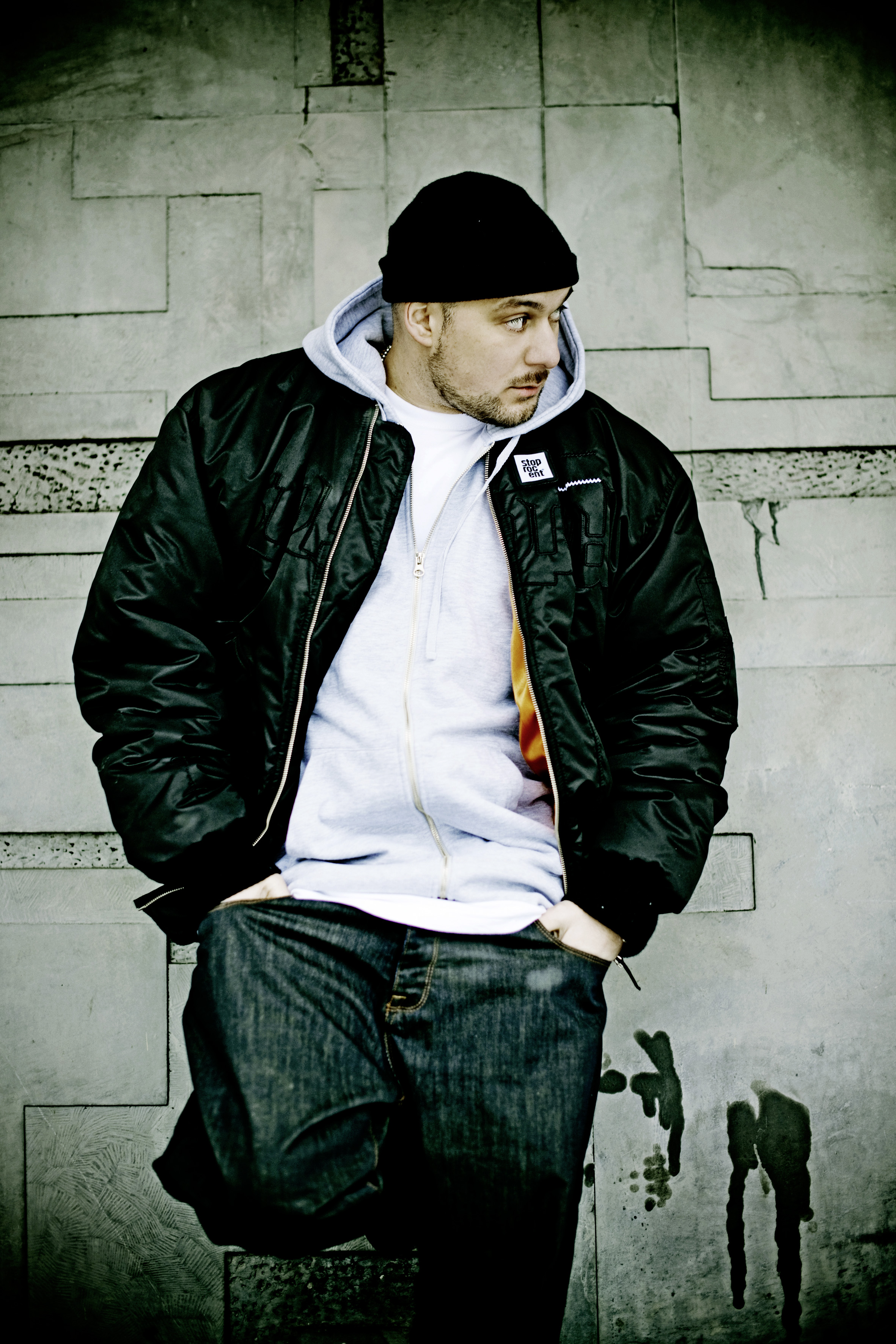
Kool Savas (2010)

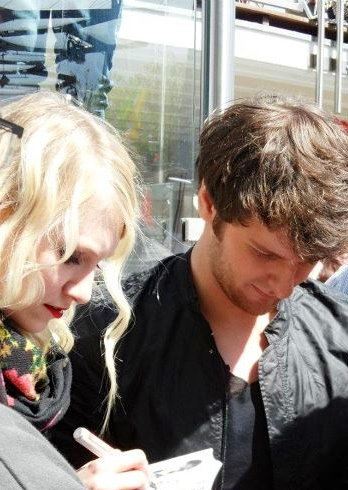
Glasperlenspiel (2012)

- 2012:  Xavas – Schau nicht mehr zurück Gold
- 2015:  Glasperlenspiel – Geiles Leben Diamant

Position 3
- 2005:  Fettes Brot – Emanuela Gold
- 2009:  Peter Fox – Schwarz zu blau Gold

Position 4
- 2014:  Revolverheld – Lass uns gehen Gold
- 2014:  Andreas Bourani – Auf anderen Wegen Platin

Position 5
- 2006:  Seeed – Ding Gold
- 2009:  Polarkreis 18 – The Colour of Snow
- 2011:  Tim Bendzko – Wenn Worte meine Sprache wären Gold

Position 6
- 2009:  Cassandra Steen – Darum leben wir

Position 9
- 2007:  Oomph! feat. Marta Jandová – Träumst du
- 2010:  Unheilig – Unter deiner Flagge
- 2011:  Glasperlenspiel – Echt Gold
- 2012:  Laing – Morgens immer müde Gold

Siegertitel sind fett gedruckt.

### Weitere Charterfolge
- Nur zwei BSC-Beiträge haben mindestens eine Platin-Zertifizierung vorzuweisen:
  - Glasperlenspiel mit Geiles Leben (2015) wurde mit Diamant für 1.000.000 verkaufte Einheiten ausgezeichnet.
  - Andreas Bourani mit Auf anderen Wegen (2014) wurde mit Platin für 300.000 verkaufte Einheiten ausgezeichnet.

- Glasperlenspiels Geiles Leben aus dem Jahr 2015 hält mit 56 Wochen den Rekord des am längsten in den deutschen Singlecharts vertretenen BSC-Beitrags. Er liegt in der Rangliste somit vor Andreas Bouranis Auf anderen Wegen (2014, 53 Wochen) Revolverhelds Lass uns gehen (2014, 35 Wochen). Bourani und Revolverheld brachen 2014 den Rekord von Seeed, Peter Fox und Tim Bendzko, die mit ihren Beiträgen in den Jahren 2006, 2009 bzw. 2011 jeweils 26 Wochen in den deutschen Charts vertreten waren.

- Keiner der Teilnehmer von 2008 und 2013 konnte sich in den Top 10 der deutschen Singlecharts positionieren. 2009 konnten sich gleich drei Teilnehmer in den deutschen Top 10 platzieren.

- 2005 konnten sich 15/16 Beiträge in den deutschen Singlecharts platzieren; 2015 hingegen schafften dies nur vier Titel.

- Drei Sieger konnten sich mit ihrem Siegertitel in den deutschen Singlecharts nicht so hoch platzieren wie einer oder mehrere ihrer Konkurrenten:
  - Juli mit Geile Zeit (2005): Platz 19
    - Fettes Brot mit Emanuela: Platz 3

  - Subway to Sally mit Auf Kiel (2008): Platz 44
    - Clueso mit Keinen Zentimeter: Platz 15; Das Bo mit Ohne Bo: Platz 16; Culcha Candela mit Chica. Platz 21; Panik mit Was würdest du tun?: Platz 28; Rapsoul mit König der Welt: Platz 38; Down Below mit Sand in meiner Hand: Platz 42

  - Mark Forster mit Bauch und Kopf (2015): Platz 15
    - Glasperlenspiel mit Geiles Leben: Platz 2

- Auch nennenswert ist, dass Namika mit Hellwach eine Woche nach dem Bundesvision Song Contest 2015 auf Position 62 einstieg, während die vorangegangene Single Lieblingsmensch auf Position eins der deutschen Singlecharts sprang.

### Charterfolge in Österreich und der Schweiz
- Die Single Emanuela, mit der Fettes Brot 2005 für Schleswig-Holstein antraten, ist bislang das einzige Lied, das den ersten Platz der österreichischen Singlecharts erreichen konnte. Es war bis 2015 auch der einzige BSC-Beitrag, der in Österreich mit Gold ausgezeichnet worden war.

- Die Single Geiles Leben, mit der Glasperlenspiel 2015 für Baden-Württemberg antraten, ist das einzige Lied, das den ersten Platz der Schweizer Singlecharts erreichen konnte. Es ist bislang auch der einzige BSC-Beitrag, der in der Schweiz mit Gold ausgezeichnet worden ist.

- 2013 konnte sich zum bisher einzigen Mal kein Beitrag in den österreichischen Singlecharts platzieren.

- Gleich viermal haben alle Beiträge den Einzug in die Schweizer Single-Charts verfehlt: 2007, 2008, 2010 und 2013.

- 2013 markiert somit das bislang einzige Jahr, in dem sich kein Titel jenseits der deutschen Hitparade wiederfinden konnte.

- Glasperlenspiels Geiles Leben ist (wie in Deutschland auch) mit 38 bzw. 37 Wochen der am längsten in den österreichischen und Schweizer Singlecharts vertretene BSC-Beitrag.

## Weitere Rekorde
Anzahl der meisten 12-Punkte-Vergaben (10)
- seit 2014:  Revolverheld – Lass uns gehen
  - 2009–2013:  Peter Fox – Schwarz zu blau (7)
  - 2005–2008:  Juli – Geile Zeit (3)

Niedrigste Punktzahl, die im Wettbewerb erreicht wurde (2 Punkte)
- seit 2015:  Wunderkynd – Hallo, Hallo
  - 2010–2014:  Bernd Begemann & Dirk Darmstaedter – So geht das jede Nacht (4 Punkte)
  - 2006–2009:  AK4711 – Kein schönerer Land (6 Punkte)
  - 2005:  Mamadee feat. Gentleman – Lass los /  Sandy feat. Manuell – Unexpected (10 Punkte)

Niedrigste Punktzahl, die im Wettbewerb vom eigenen Bundesland vergeben wurde (2 Punkte)
- seit 2015:  Wunderkynd – Hallo, Hallo
  - 2011–2014:  Muttersöhnchen – Essen geh’n (3 Punkte)
  - 2010:  Bernd Begemann & Dirk Darmstaedter – So geht das jede Nacht (4 Punkte)
  - 2006–2009:  AK4711 – Kein schönerer Land (5 Punkte)
  - 2005:  Mamadee feat. Gentleman – Lass los /  Sandy feat. Manuell – Unexpected (10 Punkte)

Größtes Minimum an Punkten, das ein Teilnehmer von allen Bundesländern bekam (10 Punkte)
- 2009:  Peter Fox – Schwarz zu blau
- 2012:  Xavas – Schau nicht mehr zurück
- 2014:  Revolverheld – Lass uns gehen
- 2015:  Mark Forster – Bauch und Kopf
  - 2008:  Clueso – Keinen Zentimeter (8 Punkte)
  - 2005–2007:  Juli – Geile Zeit (2005) /  Seeed – Ding (2006) (7 Punkte)

Größter Abstand zwischen dem Erst- und Zweitplatzierten (56 Punkte)
- seit 2014:  Revolverheld – Lass uns gehen →  Jupiter Jones – Plötzlich hält die Welt an
  - 2009–2013:  Peter Fox – Schwarz zu blau →  Polarkreis 18 – The Colour of Snow (43 Punkte)
  - 2005–2008:  Juli – Geile Zeit →  Fettes Brot – Emanuela (29 Punkte)

Geringster Abstand zwischen dem Erst- und Zweitplatzierten (1 Punkt)
- seit 2008:  Subway to Sally – Auf Kiel →  Clueso – Keinen Zentimeter
  - 2007:  Oomph! feat. Marta Jandová – Träumst du →  Jan Delay – Feuer (9 Punkte)
  - 2006:  Seeed – Ding →  Revolverheld – Freunde bleiben (15 Punkte)
  - 2005:  Juli – Geile Zeit →  Fettes Brot – Emanuela (29 Punkte)

Höchste Punktzahl für einen Zweitplatzierten (152 Punkte)
- seit 2010:  Silly – Alles Rot
  - 2008–2009:  Clueso – Keinen Zentimeter (146 Punkte)
  - 2007:  Jan Delay – Feuer (138 Punkte)
  - 2006:  Revolverheld – Freunde bleiben (136 Punkte)
  - 2005:  Fettes Brot – Emanuela (130 Punkte)

Höchste Punktzahl für einen Letztplatzierten (12 Punkte)
- 2008:  Casino Zero – Gib mir einen Blick
- 2008:  Far East Band feat. Dean Dawson – Unfassbar

Länder mit den meisten Letztplatzierungen (2)
- Brandenburg (2012, 2014)
- Nordrhein-Westfalen (2005, 2006)
- Rheinland-Pfalz (2005, 2007)
- Sachsen (2008, 2014)

Ältester Teilnehmer
- seit 2010:  Hans-Jürgen Reznicek – Alles rot (mit Silly) (56 Jahre, 10 Monate, 2 Tage)
  - 2005–2009:  Michael Rostig – Jetzt geht die Party richtig los (mit De Randfichten) (42 Jahre)

Jüngste (Minderjährige) Teilnehmer
- 2013:  Luna Simão – Es geht bis zu den Wolken (17 Jahre, 7 Monate, 15 Tage)
- 2014:  Sierra Kidd – 20.000 Rosen (17 Jahre, 11 Monate, 28 Tage)

Wiederkehrende Interpreten im darauffolgenden Jahr
- 2010–2011: / Anna Loos – Alles rot (2010; mit Silly) → Frankfurt/Oder (2011; mit Bosse)
- 2013–2014:  DCVDNS – Eigentlich wollte Nate Dogg die Hook singen (2013) → Getti (2014; mit den Inglebirds)
- 2013–2014:  Philipp Breitenstein – Déjà-vu (2013, mit Hannes Kinder & Band) → Was gestern war (2014; mit Duerer)

Teilnehmer eines Eurovision und Bundesvision Song Contest
- 2005/2007: / Marta Jandová (ESC-Teilnehmerin 2015 für  Tschechien)
- 2005:  Sandy Mölling (ESC-Teilnehmerin 2008 mit den No Angels)
- 2006:  Nadja Benaissa (ESC-Teilnehmerin 2008 mit den No Angels)
- 2014:  Max Mutzke (ESC-Teilnehmer 2004)

Autoren mit den meisten Teilnahmen an einem Abend (2)
- 2006: Anja Krabbe vertrat die Bundesländer  Niedersachsen (Marlon – Was immer du willst) und  Nordrhein-Westfalen (AK4711 – Kein schönerer Land)
- 2009: David Conen vertrat die Bundesländer  Berlin (Peter Fox – Schwarz zu blau) und  Mecklenburg-Vorpommern (Marteria – Zum König geboren)
- 2009: DJ Illvibe vertrat die Bundesländer  Berlin (Peter Fox – Schwarz zu blau) und  Mecklenburg-Vorpommern (Marteria – Zum König geboren)
- 2014: Dirk Berger vertrat die Bundesländer  Berlin (Miss Platnum – Hüftgold Berlin) und  Mecklenburg-Vorpommern (Marteria – Mein Rostock)
- 2014: David Conen vertrat die Bundesländer  Berlin (Miss Platnum – Hüftgold Berlin) und  Mecklenburg-Vorpommern (Marteria – Mein Rostock)
- 2014: DJ Illvibe vertrat die Bundesländer  Berlin (Miss Platnum – Hüftgold Berlin) und  Mecklenburg-Vorpommern (Marteria – Mein Rostock)

## Durchschnittliche Platzierung der einzelnen Bundesländer
| Land                   | Ø Platzierung | Ø Startnr. | Siege |
| ---------------------- | ------------- | ---------- | ----- |
| Baden-Württemberg      | 06,5          | 10,3       | 1     |
| Bayern                 | 10,2          | 08,1       |       |
| Berlin                 | 04,8          | 13,0       | 3     |
| Brandenburg            | 09,5          | 06,5       | 1     |
| Bremen                 | 08,1          | 11,0       | 1     |
| Hamburg                | 07,6          | 07,4       |       |
| Hessen                 | 08,3          | 07,4       | 1     |
| Mecklenburg-Vorpommern | 10,3          | 06,8       |       |
| Niedersachsen          | 06,4          | 10,9       | 2     |
| Nordrhein-Westfalen    | 07,9          | 07,7       | 1     |
| Rheinland-Pfalz        | 10,2          | 08,4       | 1     |
| Saarland               | 11,5          | 06,1       |       |
| Sachsen                | 08,8          | 08,1       |       |
| Sachsen-Anhalt         | 10,5          | 07,1       |       |
| Schleswig-Holstein     | 07,3          | 08,5       |       |
| Thüringen              | 07,1          | 08,7       |       |

### Zusammenhang zwischen Startnummer und Platzierung
Die folgende Tabelle zeigt deutlich, dass die bekanntesten Künstler die höchsten Siegchancen haben und daher von ProSieben bewusst auf die hinteren Startplätze gesetzt wurden, um die Zuschauer möglichst bis zum Schluss am Bildschirm zu halten: Mehr als die Hälfte aller Gewinner (sechs von elf) traten mit der Startnummer 16 auf. Des Weiteren konnte noch kein Teilnehmer auf der vorderen Hälfte der Startplätze den Sieg erringen. Die Gewinner mit der niedrigsten Startnummer waren Subway to Sally, die 2008 mit dem Titel Auf Kiel für Brandenburg als neunter Kandidat des Abends auftraten.
| Startnr. | Ø Platzierung | Siege |
| -------- | ------------- | ----- |
| 01       | 09,2          |       |
| 02       | 09,9          |       |
| 03       | 12,7          |       |
| 04       | 12,8          |       |
| 05       | 08,6          |       |
| 06       | 09,4          |       |
| 07       | 09,2          |       |
| 08       | 07,3          |       |
| 09       | 08,7          | 1     |
| 10       | 11,4          |       |
| 11       | 08,1          | 1     |
| 12       | 06,7          | 1     |
| 13       | 06,8          |       |
| 14       | 05,4          |       |
| 15       | 05,8          | 2     |
| 16       | 02,3          | 6     |